# Aberdeen
Aberdeen (in scots Aiberdeen; in gaelico scozzese Obar Dheathain; in italiano antico Aberdonia) è la terza città più popolosa della Scozia e una delle sue 32 divisioni amministrative. Ha una popolazione stimata ufficialmente in 196 220 abitanti.
Viene soprannominata la Città di Granito o la Città d'Argento. Dalla metà del XVIII alla metà del XX secolo gli edifici di Aberdeen sono stati edificati utilizzando il granito grigio estratto da cave locali, le cui inclusioni di mica scintillano al sole. La città si affaccia sul mare per un lungo tratto con coste sabbiose. Dalla scoperta del petrolio del mare del Nord negli anni settanta, si è guadagnata altri soprannomi quali Capitale europea del petrolio e Capitale europea dell'energia.
L'area geografica su cui sorge Aberdeen è stata colonizzata da almeno 8 000 anni, ovvero quando vennero edificati dei villaggi preistorici alla foce dei due fiumi Dee e Don.
Aberdeen ricevette da Davide I di Scozia lo status di Borgo Reale (in inglese: Royal Burgh), con conseguente trasformazione economica della città. Le due università cittadine, l'Università di Aberdeen, fondata nel 1495, e l'Università Robert Gordon, cui fu riconosciuto lo status di Università solo nel 1992, hanno reso Aberdeen il centro d'istruzione più importante della Scozia nord-orientale. Le tradizionali industrie conserviera, cartaria, cantieristica e tessile sono state soppiantate dall'industria petrolifera e dall'attività portuale. L'eliporto di Aberdeen è uno dei più attivi di tutto il mondo; il porto è il più grande di tutta la Scozia nord-orientale.
Aberdeen ha conquistato il premio Gran Bretagna in Fiore per 9 anni consecutivi.
La città ospita il Festival Internazionale Giovanile di Aberdeen, un evento di portata internazionale che attrae fino a 1 000 delle più quotate compagnie giovanili mondiali nelle arti performative.

## Storia

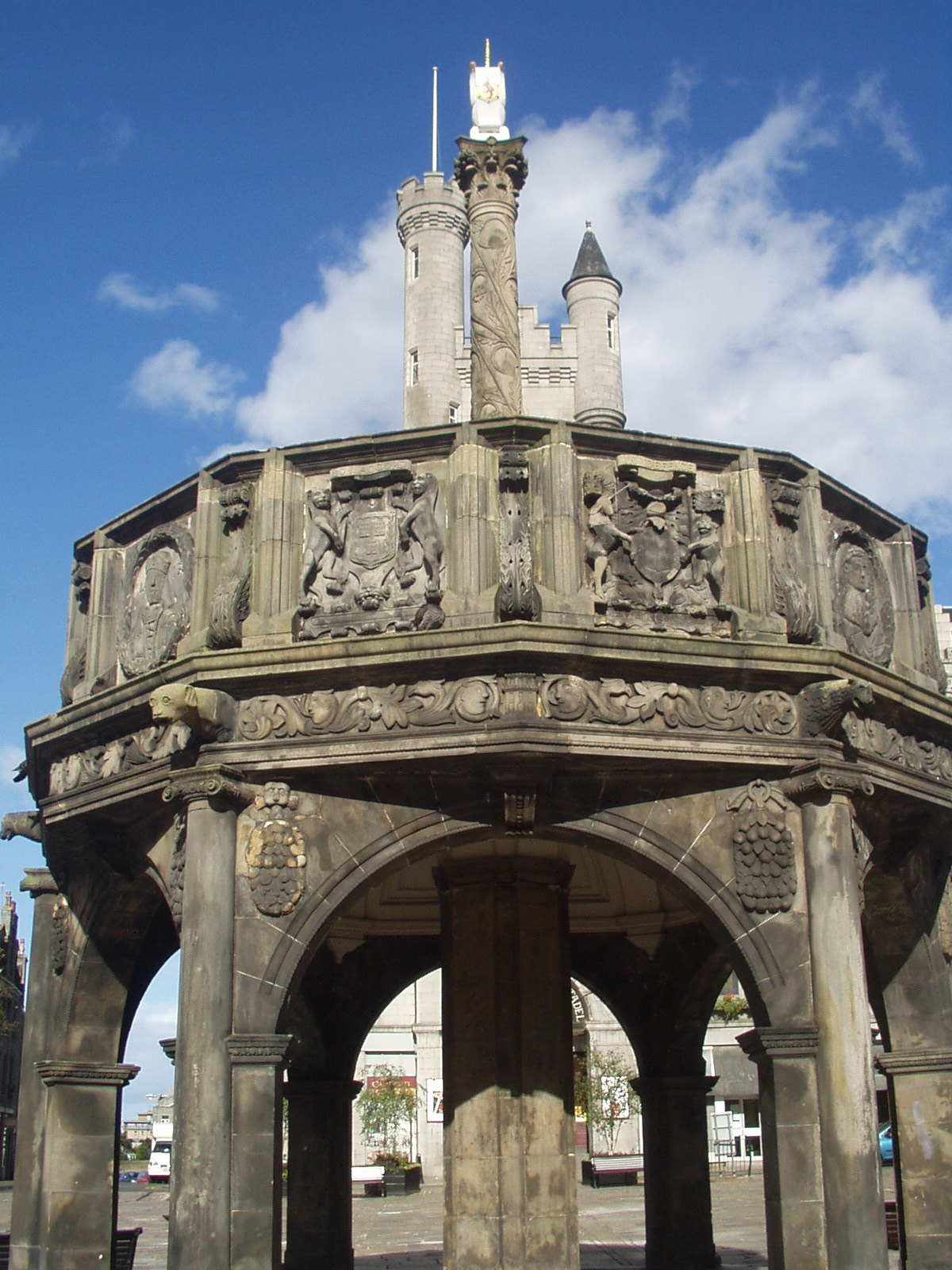
Aberdeen Mercat Cross

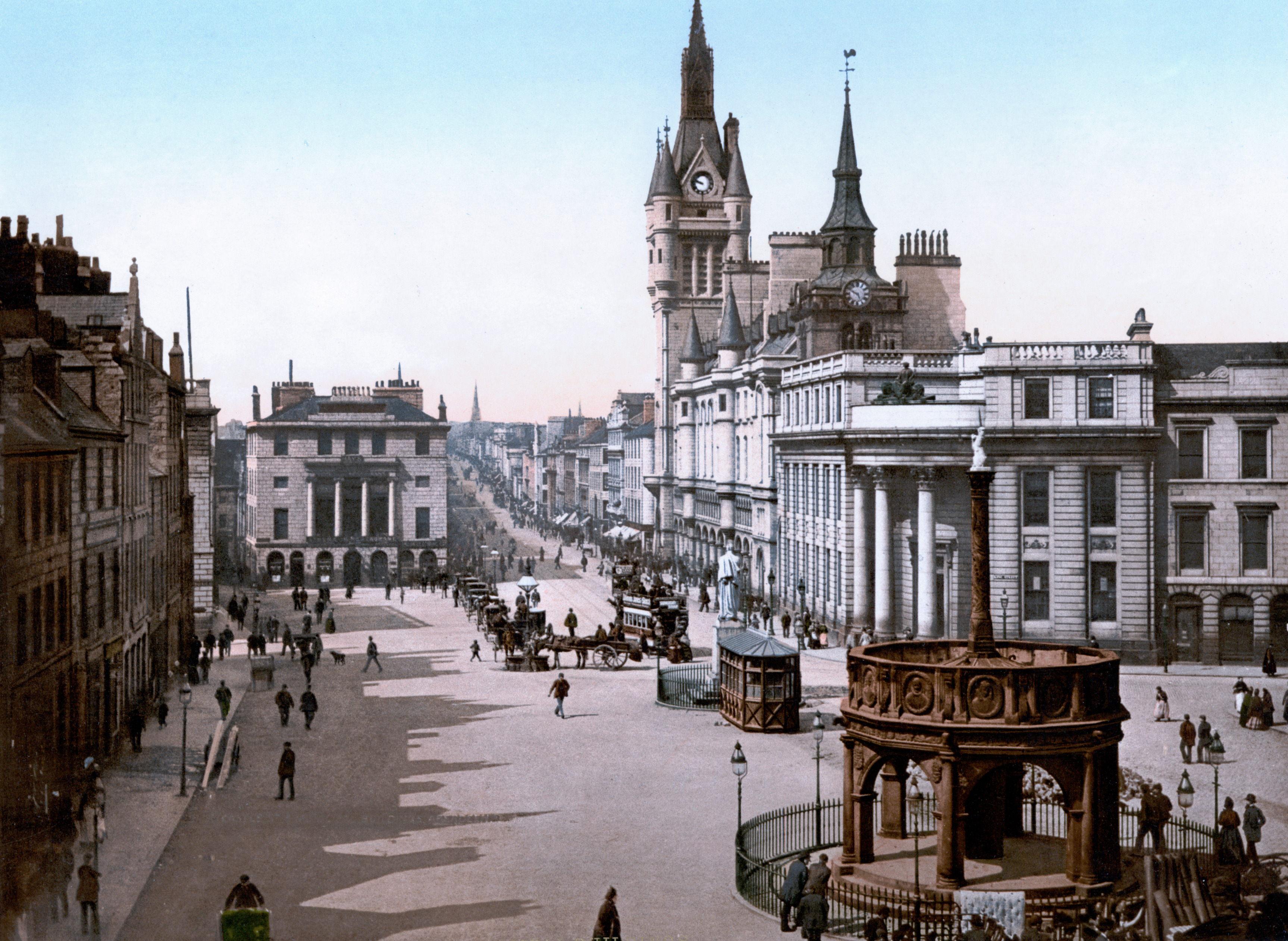
Aberdeen (c.1900)

L'area geografica su cui sorge Aberdeen è sede di insediamenti umani da almeno 8000 anni.
La città sorse come due borghi separati: Old Aberdeen alla foce del Fiume Don e New Aberdeen, un insediamento di pescatori e commercianti, dove il canale Denburn entra nella foce del fiume Dee.
La più antica concessione fu assegnata da Guglielmo I di Scozia nel 1179, confermando i diritti corporativi già riconosciuti da Davide I di Scozia. Nel 1319, il Grande Decreto di Roberto I di Scozia trasformò Aberdeen in una comunità con propri diritti di proprietà e finanziariamente indipendente. Insieme alla proprietà della città fu concessa anche la vicina Foresta di Stocket, i profitti ricavati dalla quale andarono a formare la base del Fondo Comune di Aberdeen, di cui tuttora beneficiano gli aberdoniani.
Durante le Guerre d'indipendenza scozzesi Aberdeen si trovò sotto la dominazione inglese, sicché Roberto I di Scozia prese d'assedio il Castello di Aberdeen prima di distruggerlo nel 1308, seguito dal massacro della guarnigione inglese e dalla riconquista della città a favore degli abitanti.
La città fu bruciata da Edoardo III d'Inghilterra nel 1336, ma venne riedificata ed ampliata, e chiamata New Aberdeen. La città venne fortificata per prevenire gli attacchi dei Signori vicini, ma le porte vennero rimosse nel 1770.
Durante le Guerre dei tre regni del 1644-1647 la città venne imparzialmente saccheggiata da entrambe le parti. Nel 1644, venne conquistata e predata dalle truppe Realiste dopo la Battaglia di Aberdeen. Nel 1647 lo scoppio di un'epidemia di peste uccise un quarto della popolazione.
Nel XVIII secolo venne edificato un nuovo Municipio e comparvero i primi servizi sociali, con la Aberdeen Royal Infirmary presso il Woolmanhill nel 1742 e il Manicomio nel 1779. Il consiglio iniziò grossi lavori di miglioramento viario alla fine del secolo, costruendo le strade di grande traffico di George Street, King Street e Union Street, tutte completate all'inizio del secolo successivo.
Un secolo dopo, l'aumento dell'importanza economica di Aberdeen e lo sviluppo della cantieristica navale e della pesca industriale consentirono lo sviluppo dell'attuale porto con il Victoria Dock, il South Breakwater e con l'ampliamento del North Pier. Il costoso programma di potenziamento delle infrastrutture ebbe ripercussioni e nel 1817 la città andò in bancarotta.
Tuttavia si verificò un miglioramento delle condizioni generali dopo le Guerre napoleoniche. L'illuminazione a gas delle strade arrivò nel 1824 e un migliore acquedotto comparve nel 1830, quando l'acqua veniva pompata dal Dee fino ad un serbatoio sito ad Union Place. Un sistema fognario sotterraneo soppiantò le fogne a cielo aperto nel 1865.
La città divenne municipio autonomo nel 1891. Benché Old Aberdeen goda tuttora di un'autonomia e di una storia separate, essa e New Aberdeen non sono più veramente distinte. Sono entrambe parte della città insieme a Woodside e al Borgo reale (Royal Burgh) di Torry a sud del fiume Dee.

### Toponimia
Old Aberdeen occupa approssimativamente il sito su cui sorgeva Aberdon, il primo insediamento di Aberdeen; la parola significa letteralmente "alla confluenza del Don" (con il mare). Il nome moderno, Aberdeen, significa letteralmente "tra il Dee (l'altro fiume locale) e il Don". Il prefisso celtico "Aber-" significa " confluenza di" in rapporto ai due fiumi.
Gli studiosi della lingua gaelica ritengono che il nome derivi dal prefisso Aber- e da da-aevi (variazione: Da-abhuin, Da-awin) - che significa "foce dei due fiumi". In Gaelico il nome è Obar Dheathain (variazione: Obairreadhain) mentre in latino i Romani la chiamavano Devana. In latino medievale (o ecclesiastico) il nome era Aberdonia.

## Governo

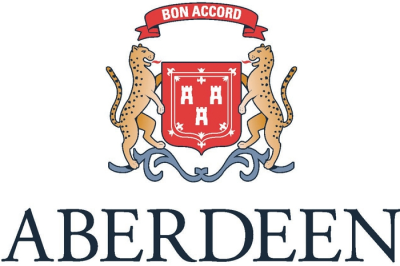
Stemma di Aberdeen

Aberdeen è governata a livello locale dall'Aberdeen City Council, che comprende 43 consiglieri che rappresentano i ward della città e che è presieduto dal Lord Provost che è attualmente Peter Stephen.
Da maggio del 2003 a maggio del 2007 il consiglio è stato governato da una coalizione di Liberal Democratici e Conservatori. Dopo le elezioni di maggio 2007, i Liberal-Democratici hanno formato una coalizione con il Partito Nazionale Scozzese. Il consiglio è composto da: 15 Liberal-Democratici, 13 membri del PNS, 10 Partito Laburista, 4 Conservatori e un indipendente.
Aberdeen è rappresentata al Parlamento della Gran Bretagna da tre collegi elettorali: Aberdeen North, Aberdeen South e Gordon and Buchan, dei quali i primi due sono totalmente nell'area dell'Aberdeen City Council, mentre l'ultimo rappresenta una grossa fetta dell'Aberdeenshire.
Nel Parlamento scozzese la città è rappresentata ancora una volta da tre collegi elettorali, tutti totalmente contenuti all'interno dell'area del Council: Aberdeen North, Aberdeen Central e Aberdeen South e da altri sette parlamentari eletti nella regione elettorale del North East Scotland.
Al Parlamento europeo la città era rappresentata da sette Membri del Parlamento Europeo, tutti facenti parte dell'unico collegio elettorale scozzese per il Parlamento Europeo.

## Araldica
Gli stemmi della città esibiscono tipicamente tre castelli, come nella bandiera e nel Crest. L'immagine è utilizzata fin dai tempi di Roberto I di Scozia e rappresenta gli edifici edificati sulle tre principali colline: il Castello di Aberdeen sulla Castle Hill (oggi Castlegate), un edificio sconosciuto su Windmill Hill e una chiesa su St. Catherine's Hill (ora spianata).
Bon Accord è il motto della città ed è francese per "Buon Accordo". La leggenda vuole che il suo uso risalga alla parola d'ordine del XIV secolo che Robert Bruce usò durante le Guerre d'indipendenza scozzesi, quando egli e i suoi uomini assediarono il Castello di Aberdeen prima di distruggerlo nel 1308.
Il leopardo viene tradizionalmente associato alla città ed è rappresentato nel Crest cittadino. Una rivista locale è chiamata "Leopard" e quando Union Bridge fu costruito nel XIX secolo furono fuse delle piccole statue di questo animale che vennero poste sulle ringhiere.
L'augurio usato in città è "Happy to meet, sorry to part, happy to meet again" ("Felici di incontrarci, dispiaciuti di separarci, felici di incontrarci ancora"). Talvolta questo augurio viene erroneamente interpretato come la traduzione di Bon Accord.

## Geografia fisica

### Clima
La temperatura media è 8 °C e varia tra 5 °C e 11 °C. In estate (giugno - agosto) la temperatura media massima è di 16 °C mentre la media della minima è di 9 °C. In inverno (dicembre - febbraio) la temperatura massima media è di 6 °C e la media minima è di 0 °C.
Le precipitazioni medie si aggirano sui 753 millimetri, con 64 millimetri in estate (giugno - agosto) e 62 millimetri in inverno (dicembre - febbraio). I mesi più umidi sono ottobre e novembre.

### Geologia
Essendo situata tra le foci di due fiumi, la città ha una scarsa rappresentazione di fondo roccioso. Ciò lascia in imbarazzo i geologi locali: nonostante l'elevata concentrazione di geoscienziati nella zona (grazie all'industria petrolifera), esiste solo una vaga comprensione di ciò che sta sotto la città.
Dal lato sud della città le scogliere costiere mettono in mostra rocce metamorfiche di alto grado del Gruppo Grampianico; a sud-ovest e ad ovest si trovano estese formazioni granitiche intruse in simili scisti di alto grado; a nord le metamorfiche sono intruse invece con complessi gabbrici.
I pochi sondaggi effettuati, e le occasionali esposizioni correlate all'edilizia, combinate con piccoli sondaggi sugli argini del fiume Don, suggeriscono che essa è situata su un affioramento devoniano "Old Red" costituito da arenaria e sedimenti. I sobborghi della città si estendono oltre i (presunti) limiti dell'affioramento nei circostanti complessi metamorfico/ignei formatisi durante il periodo Dalradiano (circa 480-600 milioni di anni fa) con sporadiche aree di graniti dioritici ignei, come quelle della cava Rubislaw usata per costruire molti degli edifici durante l'Età vittoriana.
Sulla costa Aberdeen presenta una lunghissima spiaggia che si estende tra i due fiumi e si trasforma in alte dune sabbiose a nord del fiume Don che raggiungono Fraserburgh; a sud del Dee si trovano delle ripide falesie rocciose con piccole spiagge sassose e ghiaiose in piccole insenature. Un certo numero di affioramenti di granito lungo la costa meridionale sono stati sfruttati come cave in passato, creando uno spettacolare panorama e pareti per l'arrampicata.

### Popolazione
La città si estende per 184,46 km² e comprende i vecchi burgh di Old Aberdeen, New Aberdeen, Woodside e il Royal Burgh di Torry a sud del fiume Dee. Questo comporta una densità di popolazione di 1 089 abitanti per km². La città si estende su molti colli, con gli iniziali insediamenti cittadini su Castle Hill, St. Catherine's Hill e Windmill.

## Società

### Evoluzione demografica

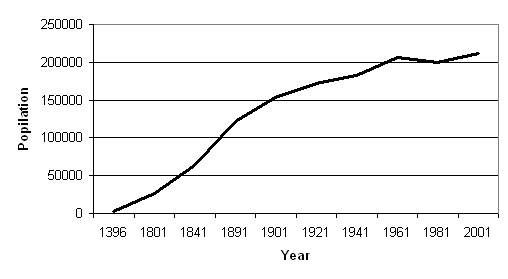
Curva demografica città di Aberdeen.

Nel 1396 la popolazione era di circa 3 000 abitanti. Nel 1801 era di 26 992; nel 1901 di 153 503; nel 1941 di 182 467. Al censimento del 2001 l'area dell'Aberdeen City Council contava una popolazione di 212 125, ma la popolazione della sola città era di 184 788.
L'ultima stima ufficiale, pubblicata dall'anagrafe generale della Scozia, per il 2005, era di 202 370. I dati relativi alla popolazione di Aberdeen ricavati dal censimento del 2001 mostrano un'età media per i maschi di 35 anni e per le femmine di 38, inferiore alla media della Scozia, con un rapporto maschi/femmine 49% contro 51%.
Il censimento ha dimostrato che ci sono meno giovani ad Aberdeen, con il 16,4% sotto i 16 anni, contro una media nazionale del 19,2%. Etnicamente, il 15,7% era nato fuori dalla Scozia, contro una media nazionale del 12,9%. Di questa popolazione l'8,4% era nato in Inghilterra.
Il 3% degli aberdoniani ha affermato di appartenere ad una minoranza etnica (non-bianca) nel censimento del 2001, con uno 0,7% proveniente dal subcontinente indiano e uno 0,6% asiatico, a confronto con la popolazione totale della Scozia di non-bianchi del 2%. La parte più multiculturale della città è George Street, con molti ristoranti, supermercati e parrucchieri multietnici.
Per quanto riguarda i nuclei familiari, c'erano 97 013 abitazioni individuali registrate in città, di cui il 61% di proprietà, il 9% in affitto da privati e il 23% in affitto dal Council. Il tipo più popolare di abitazione è l'appartamento costituente il 49% delle residenze, seguito dalla villetta bifamiliare con il 22%.
L'entrata media di ogni famiglia in città è di 16813 £ (18281 €) (2005) che pone all'incirca il 18% delle famiglie al di sotto della soglia di povertà (definita come il 60% delle entrate medie). Di contro, un codice postale di Aberdeen ha il secondo più alto numero di milionari di ogni altro codice postale del Regno Unito.

### Religione

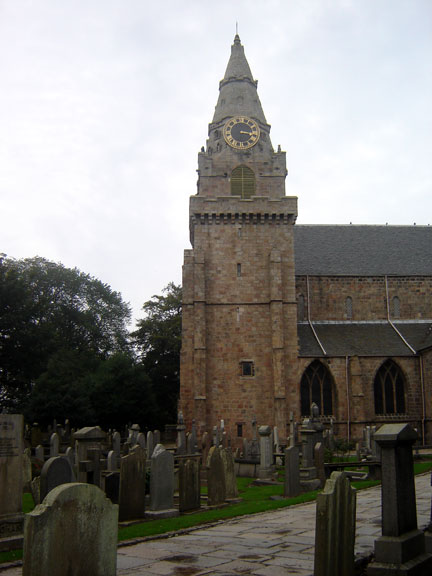
Cattedrale di San Macario.

Tradizionalmente cristiani, le confessioni dominanti sono la Chiesa di Scozia tramite il Presbiterio di Aberdeen e la Chiesa Cattolica Romana. L'ultimo censimento ha rivelato che Aberdeen è la meno religiosa città in Scozia, con quasi il 43% di persone che dichiarano di non professare alcuna religione e diverse ex-chiese in città sono state convertite in bar e ristoranti.
Nel Medioevo, la Kirk of St. Nicholas (Chiesa di San Nicola) era la sola chiesa del borgo e una delle più grandi chiese parrocchiali di Scozia. Come un certo numero di altre chiese in Scozia, è stata suddivisa dopo la Riforma scozzese, in questo caso in chiesa Orientale ed Occidentale.
A quel tempo, la città ospitava anche le case dei Carmelitani (Frati Bianchi, Whitefriars) e dei Francescani (Frati Grigi, Greyfriars), quest'ultima sopravvissuta in forma modificata quale Cappella del Marischal College fino agli inizi del XX secolo.
La cattedrale di San Macario (St. Machar Cathedral) fu edificata vent'anni dopo che Davide I di Scozia (1124-53) trasferisse la Diocesi pre-riforma da Mortlach nel Banffshire a Old Aberdeen nel 1137. Con l'eccezione dell'episcopato di William Elphinstone (1484-1511), la costruzione progredì lentamente. Gavin Dunbar, che gli succedette nel 1518, completò la struttura aggiungendo le due guglie occidentali e il transetto meridionale.
La Cattedrale di Santa Maria Assunta (St. Mary's Cathedral) è la cattedrale cattolica in puro stile gotico, eretta nel 1859.
La Cattedrale di Sant'Andrea (St. Andrew's Cathedral) è la cattedrale della Chiesa episcopale scozzese, costruita nel 1817 come primo incarico di Archibald Simpson. È nota per aver consacrato il primo vescovo della Chiesa episcopale degli Stati Uniti d'America.
La cittadella dell'Esercito della Salvezza domina l'estremità orientale di Union Street.
Esiste anche una moschea islamica a Old Aberdeen e una sinagoga ebrea ortodossa fondata nel 1945. Non esistono invece formali edifici dedicati all'Induismo ma l'Università di Aberdeen ha una piccola comunità Bahá'í.

## Città
L'antico piccolo villaggio di pescatori esiste ancora oggi e si chiama Footdee: è caratterizzato dalla presenza di basse case per ripararsi dal vento delle tempeste. Un altro villaggio del tutto simile a Footdee è Cottown of Balgownie.

### Porti
A sud della città, il fiume Dee fa da habitat per le lontre. Ma grazie al suo porto Aberdeen è più nota per i delfini e le balene che spesso vengono avvistati al largo: per proteggere la costa est intervengono anche volontari che registrano gli avvistamenti dei cetacei. Il porto è il punto di partenza per i traghetti diretti verso le isole Shetland e le isole Orcadi, i soli mezzi di trasporto per veicoli e merci diretti verso le isole.

### Turismo
Fra i due fiumi si trova una lunga spiaggia, percorribile in 45 minuti, dove si ritrovano i surfisti in inverno. Come sulle coste della Manica, il clima è abbastanza freddo e spesso grigio. Poca gente si bagna d'estate, nonostante ciò il lungomare è ricco di attrazioni: piste di pattinaggio, piscine, centri sportivi, parchi giochi, cinema, ristoranti, night club, bowling e i famosi fish and chips.
I numerosi castelli dei Grampiani fanno di Aberdeen una meta turistica nota, in particolare per il castello di Dunnottar, costruito nel XIV secolo, che si trova a qualche chilometro a sud del centro.
L'entroterra, e in particolare la valle del Dee, presenta basamenti in granito rosso e rosa. Cults, quartiere periferico di Aberdeen, è un luogo considerato molto chic dove ancora si possono visitare case in stile vittoriano.
Ogni anno, nel parco di Hazelhead, hanno luogo gli Highland Games.

### Trasporti

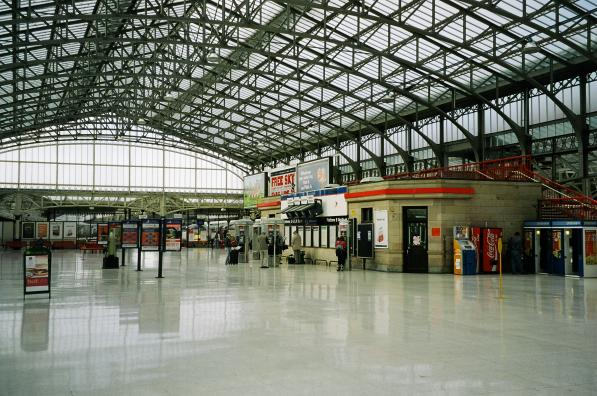
La stazione ferroviaria di Aberdeen

L'aeroporto di Aberdeen (ABZ), sito a Dyce a nord della città, serve un discreto numero di voli domestici e internazionali verso destinazioni come Francia, Paesi Bassi, Spagna, Belgio, Austria, Irlanda e i paesi Scandinavi. L'eliporto che è di supporto all'industria del petrolio e gestisce anche i servizi di soccorso è uno dei più attivi eliporti commerciali del mondo.
La stazione di Aberdeen è inserita nella principale rete ferroviaria del Regno Unito e connette direttamente Aberdeen con le città più grandi: Edimburgo, Glasgow e Londra. La stazione è attualmente in corso di ammodernamento. Nel 2007 sono state fatte delle aggiunte e all'interno dell'edificio è stata costruita una nuova biglietteria.
Fino al 2007, un terminal di pullman in stile anni cinquanta sito a Guild Street gestiva i collegamenti con le periferie della città. È stato poi trasferito in un nuovo terminal di aspetto più moderno ad appena 100 metri ad est di Market Street, come parte dello sviluppo di Union Square.
Esistono sei strade principali che servono la città:
- la A90 è l'arteria principale che collega con Edimburgo, Dundee, Brechin e Perth a sud e Ellon, Peterhead e Fraserburgh a nord;
- la A96 collega Elgin e Inverness e il nord-ovest;
- la A93 è l'arteria principale verso ovest, collegando Aberdeen con Royal Deeside e i Cairngorms. Dopo Braemar gira a sud, costituendo una strada turistica alternativa verso Perth;
- la A944 è anch'essa diretta a ovest, attraverso Westhill e verso Alford;
- la A92 era la strada meridionale originale verso Aberdeen prima della costruzione della A90, ed è ora utilizzata come strada turistica, collegando Aberdeen con le città di Montrose e Arbroath e con la costa ovest;
- la A947 lascia la città a Dyce e si dirige verso Newmachar, Oldmeldrum e Turriff terminando infine a Banff e Macduff.

Il porto di Aberdeen è il più grande di tutta la Scozia settentrionale e da esso partono i traghetti per le isole Orcadi e le isole Shetland.
La FirstGroup gestisce gli autobus cittadini con il nome di First Aberdeen, successore del Grampian Regional Transport (GRT) e dell'Aberdeen Corporation Tramways. Aberdeen costituisce il quartier generale della FirstGroup plc, ramo del GRT Group. La First ha ancora il suo terminal presso il deposito della ex-Aberdeen Tramways a King Street, in procinto di essere rinnovato in un nuovo quartier generale e deposito di autobus.
Lo Stagecoach Group gestisce anch'esso autobus ad Aberdeen e in tutto l'Aberdeenshire, con il nome Stagecoach Bluebird. Altre compagnie, come la Megabus, gestiscono servizi di autobus dal terminal degli autobus verso luoghi a nord e a sud della città.
Aberdeen fa parte della rete nazionale ciclabile del Regno Unito, e possiede una pista ciclabile diretta a sud che la collega a città come Dundee e Edimburgo e una a nord che si biforca a circa 16 km dalla città in due differenti piste, le quali portano a Inverness e Fraserburgh rispettivamente. Due sentieri particolarmente popolari lungo i vecchi binari della ferrovia sono la Deeside Way diretta a Banchory (che si collega poi con Ballater) e la Formartine and Buchan Way diretta a Ellon, entrambe usate da ciclisti, trekkers e occasionalmente da cavalli.
La città ha quattro sedi park&ride (dove si può lasciare l'auto e utilizzare i mezzi pubblici) che servono la città: due a Stonehaven ed Ellon (approssimativamente 18–16 km fuori dal centro della città) e due a Kingswells e Bridge of Don (approssimativamente a 4–6 km dal centro).

## Economia

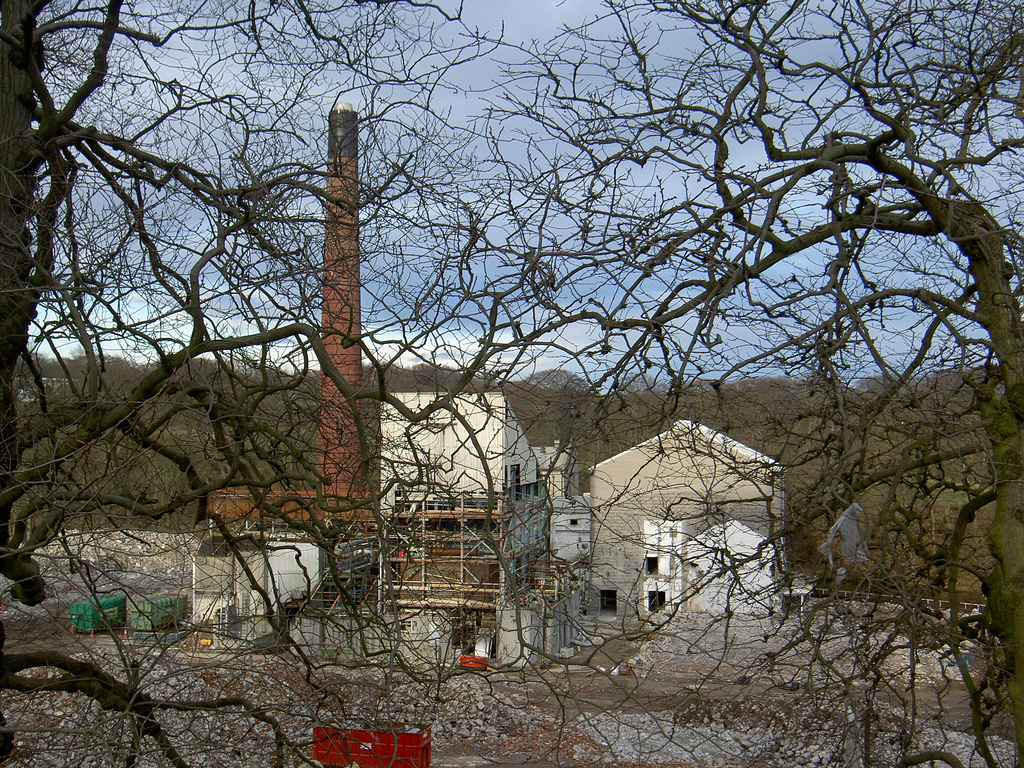
La cartiera di Donside in demolizione, 15 febbraio 2006

Tradizionalmente, Aberdeen ospitava le industrie della pesca, stabilimenti tessili, cantieri navali e cartiere. Queste industrie sono state ampiamente rimpiazzate: lo sviluppo dell'alta tecnologia nell'elettronica e nell'industria dello sviluppo, la ricerca in agraria, nella pesca e nell'industria petrolifera, responsabili in gran parte del boom economico di Aberdeen negli ultimi trent'anni, costituiscono oggi gran parte dell'economia della città. Fino agli anni settanta, la maggior parte delle industrie preminenti risaliva al XVIII secolo: si trattava principalmente di industrie tessili, fonderie, cantieri navali e cartiere (queste ultime le più antiche della città, risalendo al 1694).
La produzione della carta è diminuita d'importanza fin dalla chiusura della cartiere di Donside nel 2001 e di Davidson nel 2005, lasciando la cartiera di Stoneywood con una forza lavoro di circa 500 persone. La produzione tessile si è estinta nel 2004 quando Richards of Aberdeen ha chiuso.
Il famoso granito grigio di Aberdeen è stato cavato dalla Rubislaw quarry per più di 300 anni ed è stato utilizzato per costruire blocchi per pavimentazione stradale, marciapiedi e per la costruzione di edifici, nonché pezzi monumentali e in generale ornamentali. Il granito di Aberdeen fu usato per edificare le solette del Palazzo di Westminster e del Waterloo Bridge di Londra. Le cave chiusero definitivamente nel 1971.

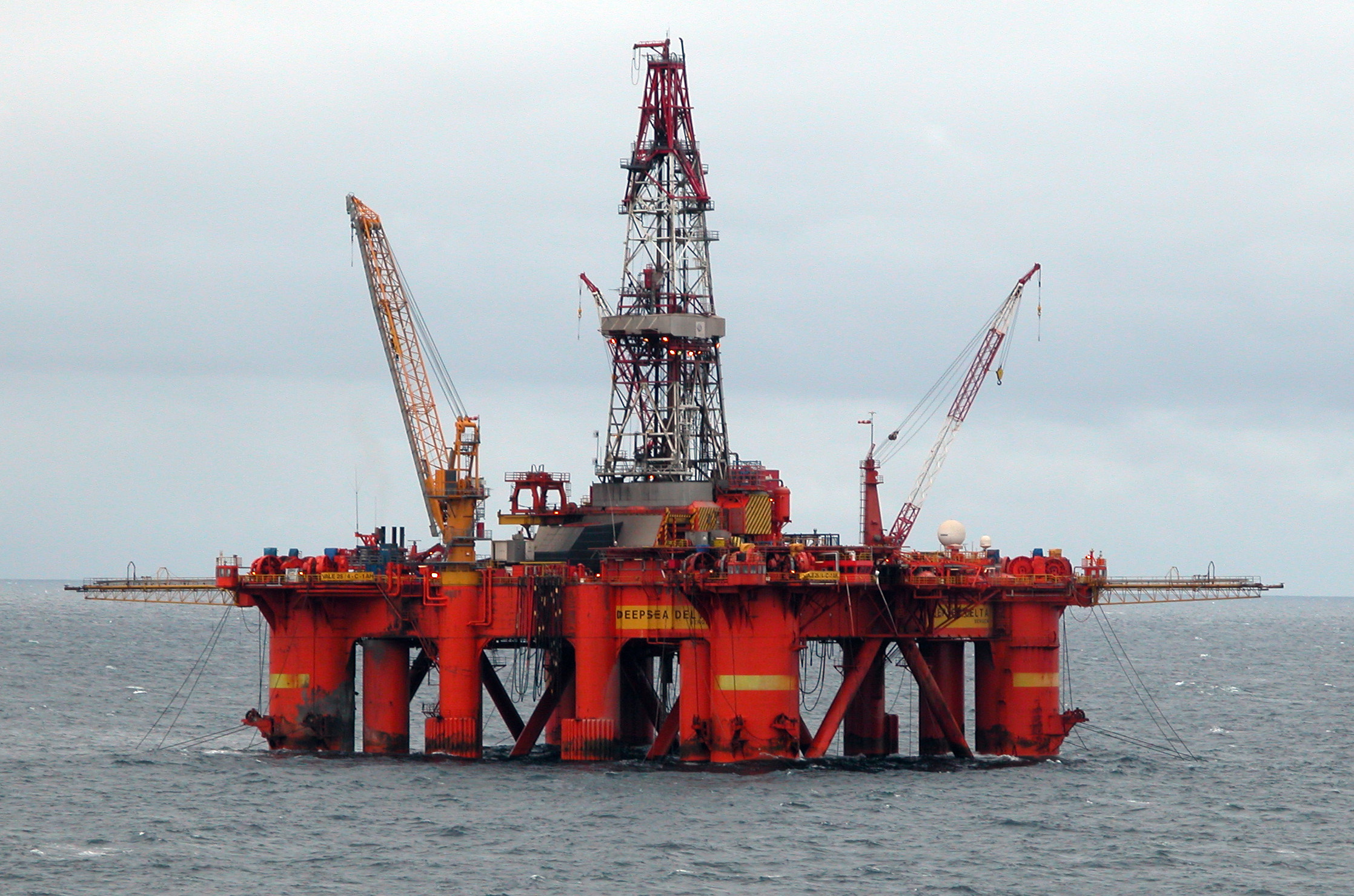
Piattaforma petrolifera off-shore

La pesca era una volta l'industria predominante, ma venne soppiantata dalla pesca d'alto mare, che ha riconosciuto il proprio impulso dall'avanzamento tecnologico che ha avuto luogo nel corso di tutto il XX secolo. Il pescato è andato riducendosi a causa dello supersfruttamento e dell'utilizzo del porto da parte dei battelli di supporto petrolifero. Nonostante continui ad essere un porto peschereccio importante, Aberdeen è stato eclissato dai più settentrionali porti di Peterhead e Fraserburgh. I Servizi di Ricerca Peschereccia hanno la loro sede ad Aberdeen, compreso il quartier generale, ed è presente un laboratorio di ricerca a Torry.
Aberdeen ha una buona nomea nella ricerca agraria e del suolo che ha sede presso il Macaulay Institute, che mantiene stretti rapporti con le due università cittadine. Il Rowett Research Institute è un centro di ricerca di rinomanza mondiale per gli studi sugli alimenti e la nutrizione, con sede ad Aberdeen. Ha sfornato tre premi Nobel ed esiste in città un'elevata concentrazione di biologi che vi lavorano.
Con la scoperta di notevoli giacimenti di petrolio nel Mare del Nord nel corso dell'ultima parte del XX secolo, Aberdeen è divenuto il centro dell'industria europea del petrolio. Con il secondo più grande eliporto del mondo e un importante porto di servizio per i collegamenti con le piattaforme petrolifere off-shore, Aberdeen è spesso chiamata la capitale europea del petrolio.

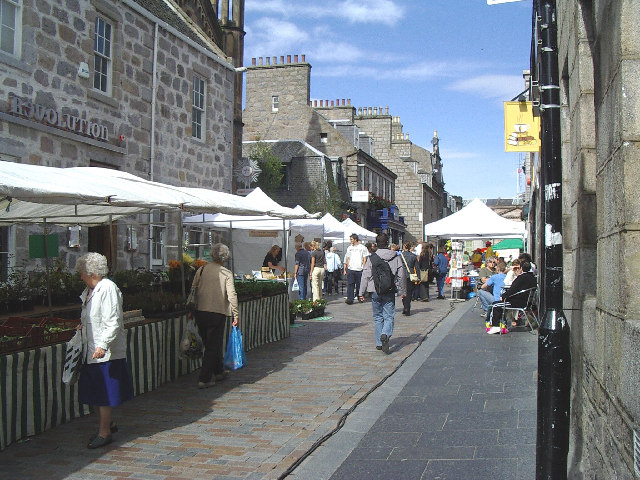
Mercato all'aperto in Belmont Street

È oggi in corso uno sforzo concertato per trasformare la reputazione di Aberdeen di capitale europea del petrolio in capitale europea dell'energia perché le riserve di petrolio potrebbero cominciare a ridursi negli anni a venire, ed esiste un notevole interesse nello sviluppo di nuove fonti energetiche; è in corso un viraggio tecnologico dal petrolio alle energie rinnovabili e altre industrie. Per accelerare questo processo è stata progettata la cosiddetta iniziativa "Energetica" condotta dalla Scottish Enterprise.
La città mantiene il terzo posto tra le città scozzesi per lo shopping. Le tradizionali strade votate allo shopping sono Union Street e George Street, oggi affiancate da shopping centres, soprattutto il St Nicholas & Bon Accord e il Mall Aberdeen. Un nuovo centro di vendita al dettaglio è sorto attaccato alla stazione ferroviaria Union Square. Oltre ai negozi, ci sono vari ristoranti, bar ed un cinema molto capiente e tutto questo rende il posto sempre affollato di visitatori. Altri centri acquisti lontani dalla città sono il Berryden Retail Park, il Kittybrewster Retail Park e il Beach Boulevard Retail Park.
A marzo del 2004 Aberdeen è stata insignita dello status di Fairtrade City dalla Fairtrade Foundation. Insieme a Dundee, gode dell'onore di essere la prima città in Scozia a ricevere questo riconoscimento.

## Luoghi di interesse
L'architettura di Aberdeen è nota per l'uso che ha fatto, nell'Età vittoriana, del granito, che le è valso il soprannome locale di città di granito o, più romanticamente, quello di città d'argento, dato che le inclusioni di quarzo della pietra scintillano al sole.
La dura pietra grigia è uno dei materiali più durevoli, il che spiega perché gli edifici sembrino nuovi quando vengono puliti e il cemento sia stato rifinito. Diversamente dalle altre città scozzesi nelle quali è stata utilizzata l'arenaria per costruire gli edifici, ad Aberdeen le costruzioni non si usurano e necessitano di poca manutenzione.

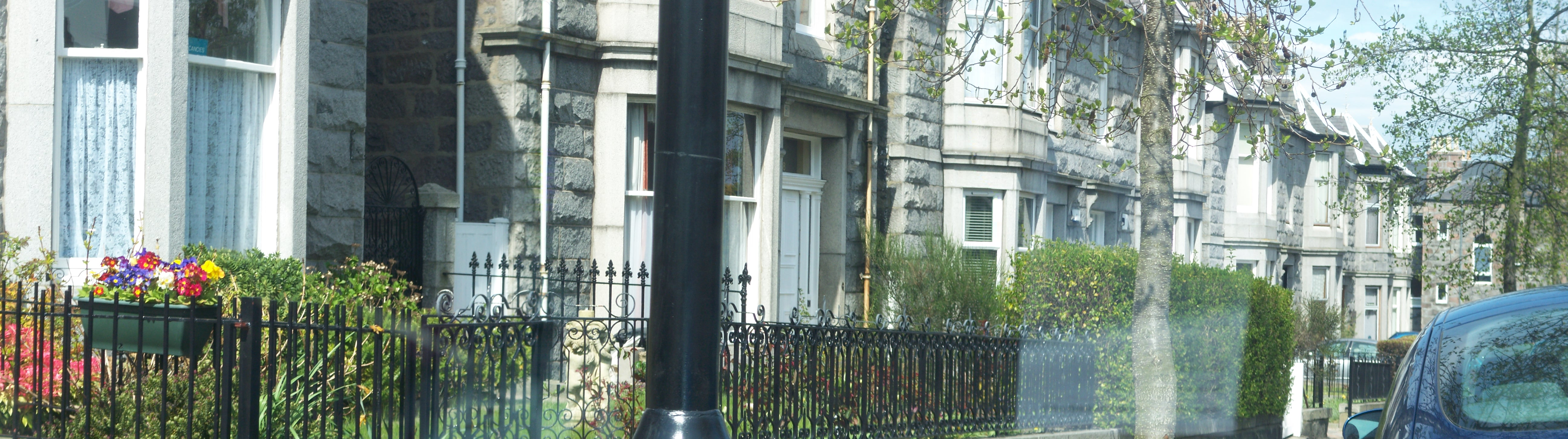
Case a schiera in granito nel centro di Aberdeen

Tra gli edifici di maggiore interesse nella strada principale di Aberdeen, Union Street, spiccano la Town and County Bank, il The Music Hall, la Trinity Hall della camera di commercio (nata tra il 1398 e il 1527), oggi un centro commerciale; gli ex-uffici della Northern Assurance Company e la Banca Nazionale di Scozia. A Castle Street, proseguimento verso est di Union Street, c'è il Municipio (Town House), edificato nel 1873 da Peddie e Kinnear.
Il Marischal College in Broad Street, inaugurato da Edoardo VII del Regno Unito nel 1906, è il secondo più grande edificio in granito del mondo dopo il Monastero dell'Escorial di Madrid.

## Luoghi di istruzione

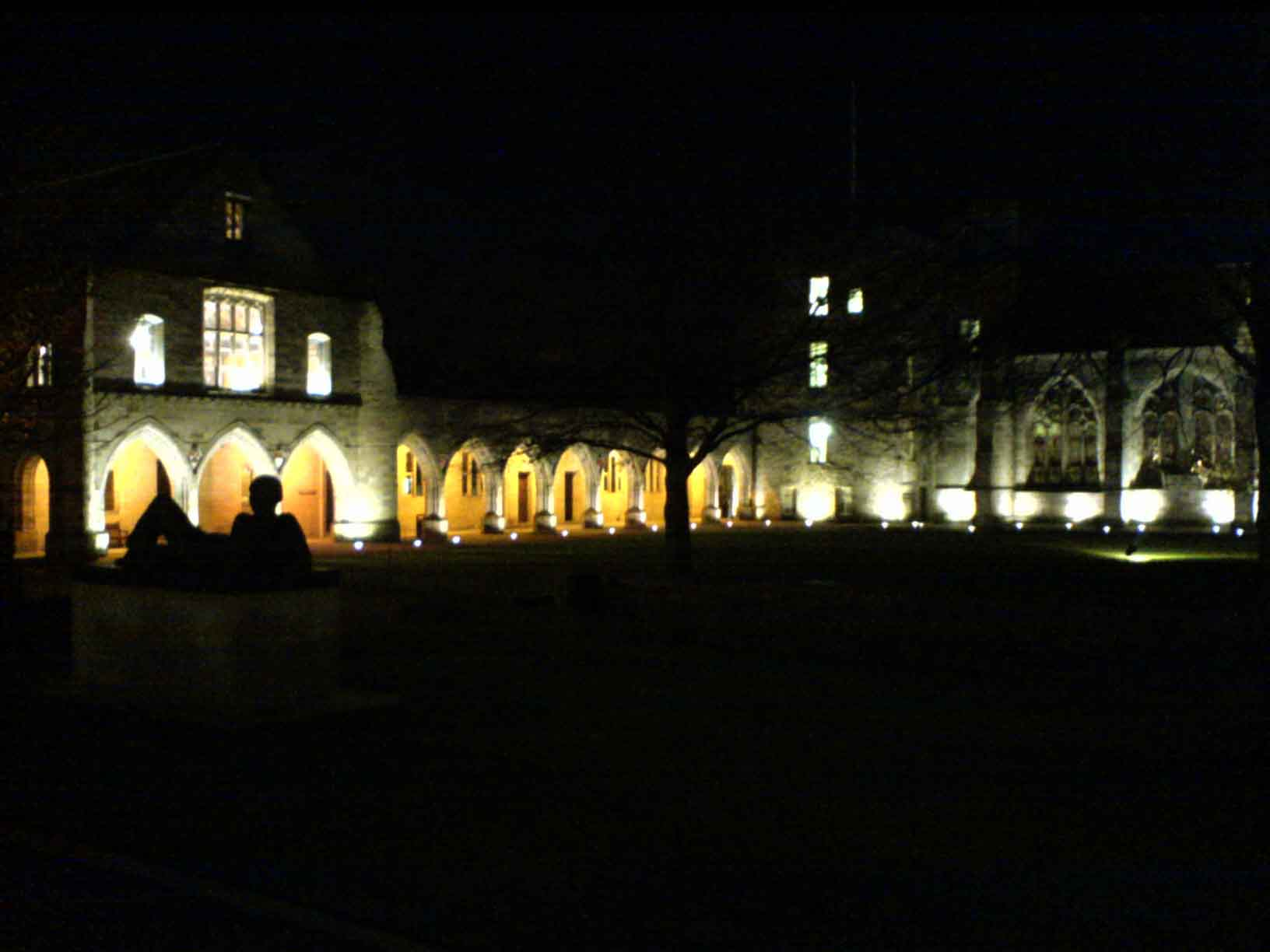
Università di Aberdeen, Elphinstone Hall

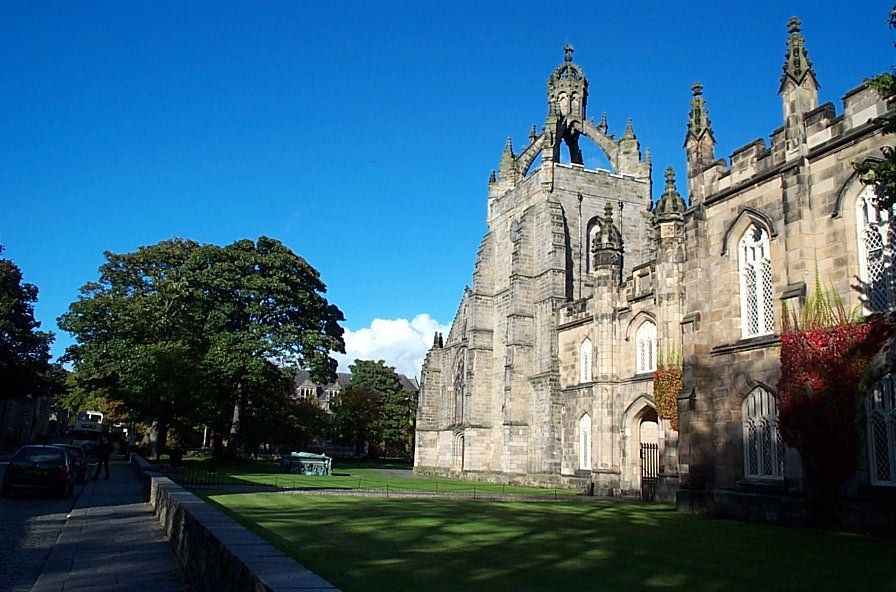
King's College, Old Aberdeen

### Università e college
Aberdeen possiede due università, l'Università di Aberdeen e la Robert Gordon University. Il tasso di iscritti di Aberdeen è dell'11,5%, più alto della media nazionale del 7%.
L'Università di Aberdeen iniziò la propria storia come King's College, Aberdeen, fondato nel 1495 da William Elphinstone (1431-1514), vescovo di Aberdeen e cancelliere di Scozia. Il Marischal College, un'instituzione separata, venne fondata a New Aberdeen da George Keith, quinto Conte maresciallo di Scozia nel 1593. Queste istituzioni furono fuse a formare l'attuale Università di Aberdeen nel 1860. L'università è la quinta del mondo anglofono.
Il Robert Gordon's College (originariamente Robert Gordon's Hospital) fu fondato nel 1729 dal mercante Robert Gordon, nipote del cartografo Robert Gordon di Straloch, e fu poi ulteriormente sovvenzionato nel 1816 da Alexander Simpson di Collyhill. Originariamente dedicato all'istruzione e al sostentamento dei figli degli artigiani e commercianti poveri della città, fu in seguito riorganizzato nel 1881 come convitto per l'educazione secondaria e tecnica. Nel 1903 la componente professionale del college venne designata Istituzione Centrale e ribattezzata the Robert Gordon Institute of Technology nel 1965. Nel 1992 le venne concesso lo status di Università divenendo la Robert Gordon University.
Aberdeen ospita anche due scuole d'arte: la Gray's School of Art, fondata nel 1886, una delle più antiche scuole d'arte del Regno Unito, oggi incorporata nella Robert Gordon University; e la The Scott Sutherland School of Architecture and The Built Environment, situata nel Garthdee Campus della Robert Gordon University, accanto alla Gray's School of Art.
L'Aberdeen College possiede diversi campus in città e offre un'ampia varietà di corsi part-time e full-time che consentono di acquisire diversi titoli. È la più grande istituzione post-scolastica della Scozia.
Lo Scottish Agricultural College ha sede appena fuori Aberdeen, a Craibstone Estate, situato sulla rotatoria della A90 per l'aeroporto di Dyce. Fornisce tre servizi - insegnamento, ricerca e consulenza. Il college offre molti corsi in-situ come Agricoltura, Gestione dell'Ambiente Rurale, Gestione Sostenibile dell'Ambiente e Business Management Agricolo, che sono i più popolari. Esiste una grande varietà di corsi che conducono dal Diploma al Master.

### Scuole
Esistono al momento 12 scuole secondarie e 54 primarie gestite dal Comune. Le più importanti sono la Aberdeen Grammar School (fondata nel 1257), la Harlaw Academy, la Cults Academy e la Oldmachar Academy, tutte incluse tra le migliori 50 scuole secondarie di Scozia, come pubblicato da The Times nel 2005.
Aberdeen ospita inoltre un certo numero di scuole private: il Robert Gordon's College, la Albyn School per ragazze (ma mista dal 2005), la St Margaret's School for Girls, la Hamilton School (una scuola Montessoriana), la Total French School (per le famiglie francesi dell'industria petrolifera), l'International School of Aberdeen e la Waldorf/Steiner School.
Le scuole primarie comprendono la Airyhall Primary School, la Albyn School, la Ashley Road Primary School, la Cornhill School (la più grande della città), la Culter School, la Danestone Primary School, la Gilcomstoun Primary School, la Glashieburn Primary School, la Hamilton School, la Mile-End School, il Robert Gordon's College, la Skene Square Primary School, la St. Joseph's Primary School e la St. Margaret's School for Girls.

## Cultura

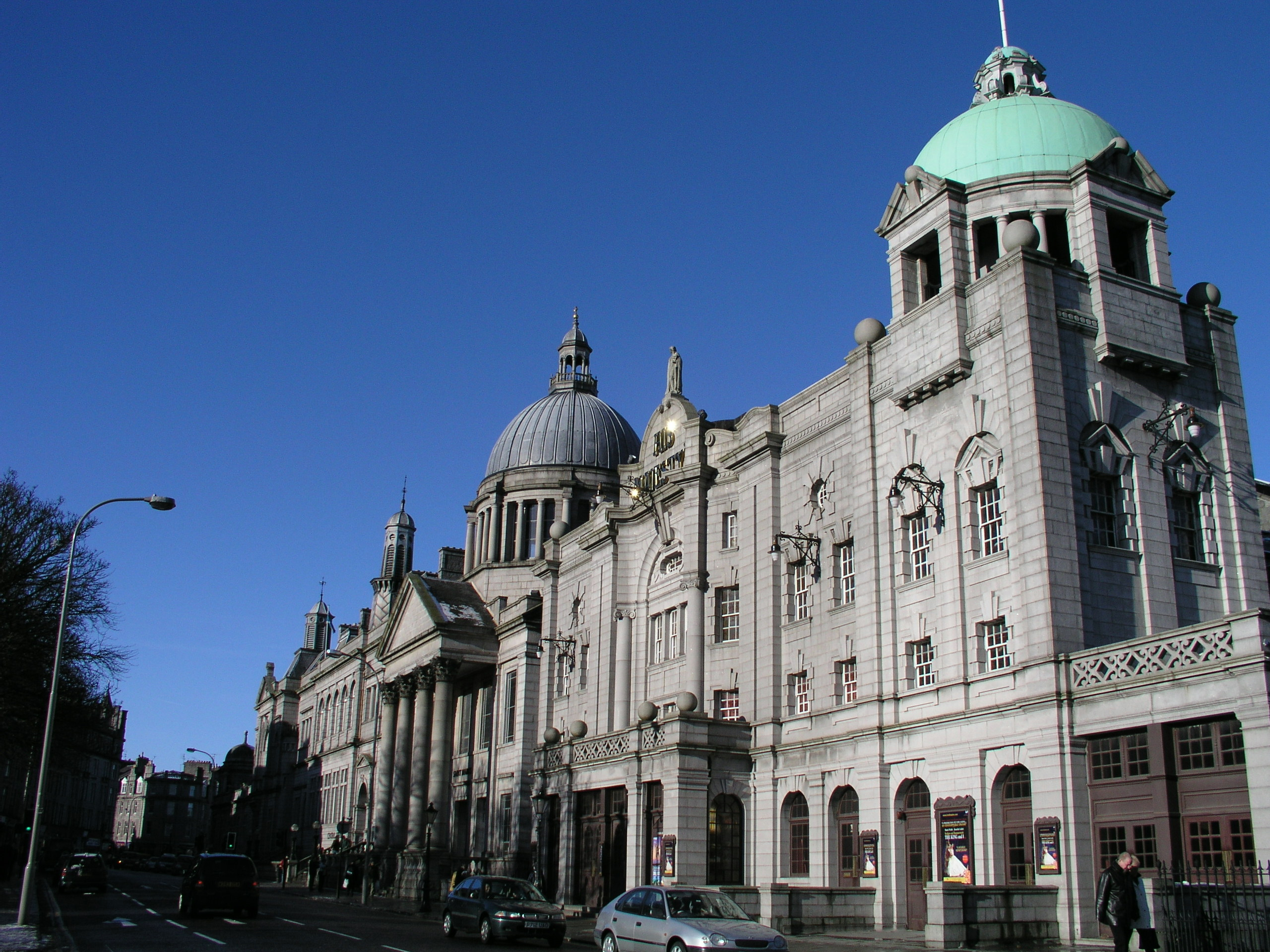
His Majesty's Theatre

La città offre un ampio spettro di attività culturali, attrazioni e musei. Essa ospita regolarmente le Scotland's National Arts Companies. La Galleria d'arte di Aberdeen ospita una collezione di dipinti impressionisti, dell'Età vittoriana, scozzesi e britannici del XX secolo, nonché una collezione di argenti e cristalli. Ospita inoltre l'Alexander Macdonald Bequest (una collezione di opere della fine del XIX secolo donate dal primo benefattore del museo), una collezione costantemente rinnovata di opere contemporanee e inoltre mostre regolari.

### Musei e gallerie
Il Museo Marittimo di Aberdeen, con sede a Shiprow, racconta la storia dei rapporti di Aberdeen con il mare dai giorni della vela e dei clipper fino alla più recente tecnologia esplorativa di petrolio e gas. Esso ospita un modello alto 8,5 metri della piattaforma petrolifera Murchison e i componenti del faro di Rattray Head risalente al XIX secolo.

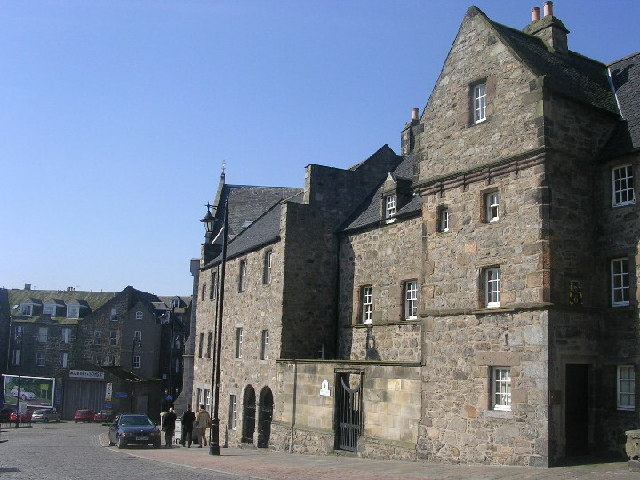
Veduta da Shiprow con la Provost Ross's House a destra.

La Provost Ross' House è la seconda più antica abitazione della città. Costruita nel 1593 e divenuta residenza del Provost John Ross di Arnage nel 1702. La casa conserva alcune caratteristiche medievali, compresa la cucina, i camini e i soffitti a cassettoni.
Il Museo dei Gordon Highlanders racconta la storia del più noto dei reggimenti scozzesi.
Il Marischal Museum ospita le principali collezioni dell'Università di Aberdeen, comprendenti circa 80 000 reperti nel campo delle belle arti, della storia e archeologia della Scozia, nonché dell'archeologia europea, mediterranea e del Vicino Oriente. Le esposizioni permanenti e le collezioni di consultazione vengono arricchite da mostre temporanee regolari.

### Arti performative
Aberdeen ospita una serie di eventi e festival, compresi il Festival Internazionale Giovanile di Aberdeen (il più grande festival del mondo per giovani artisti), l'Aberdeen Jazz Festival, il Rootin' Aboot (spettacoli di musica folk e root al Lemon Tree), il Triptych e il festival letterario dell'Università di Aberdeen Word.
Nel 2006 la pièce teatrale di Simon Farquhar Rainbow Kiss è stata rappresentata al Royal Court Theatre di Londra. Diretta da Richard Wilson e con Joe McFadden e Dawn Steele protagonisti, la pièce è un inflessibile dipinto della vita di Aberdeen che, a dispetto dei suoi forti contenuti sessuali e violenti, si è guadagnata gli elogi della stampa liberale e gli applausi della parlamentare del collegio Aberdeen South Anne Begg.

### Musica e film
La scena musicale di Aberdeen comprende una varietà di locali in cui vengono dati spettacoli dal vivo, compresi pub, club e chiese. I bar di Belmont Street sono particolarmente noti per ospitare musica dal vivo. In città sono comuni anche i Cèilidh rappresentati nei teatri cittadini. I locali più popolari comprendono The Moorings, The Lemon Tree, Drummonds, Moshulu (ora gestito da Barfly), Snafu, The Tunnels, l'Aberdeen Exhibition and Conference Centre e l'Aberdeen Music Hall.
Famosi musicisti aberdoniani sono Evelyn Glennie e Annie Lennox. Compositori contemporanei originari di Aberdeen sono John McLeod e Martin Dalby.
Cinema culturali, opere educative e film locali sono rappresentati alla Belmont Picturehouse a Belmont Street, al Peacock Visual Arts e al The Foyer.

### Aree all'aperto

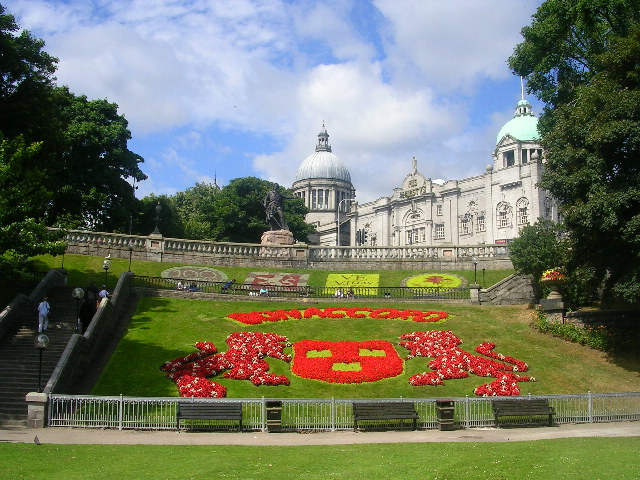
I giardini di Union Terrace

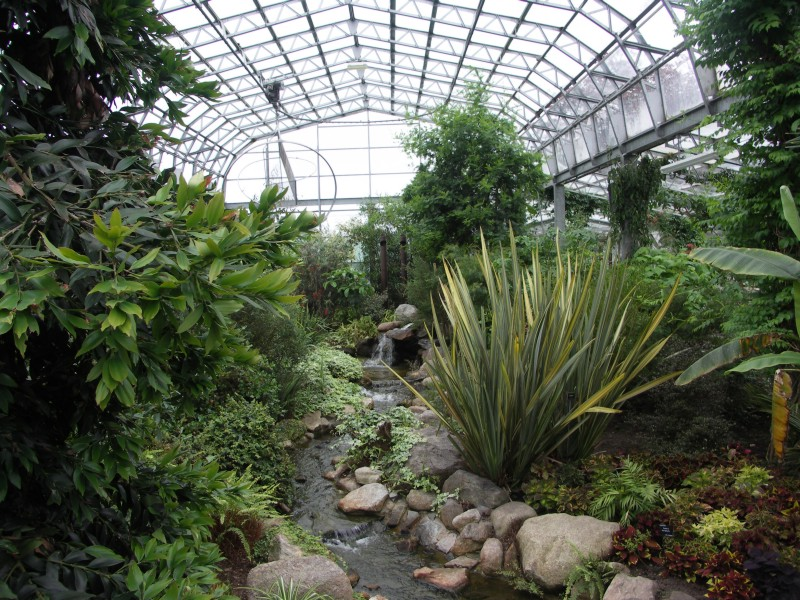
Il giardino d'inverno del Duthie Park

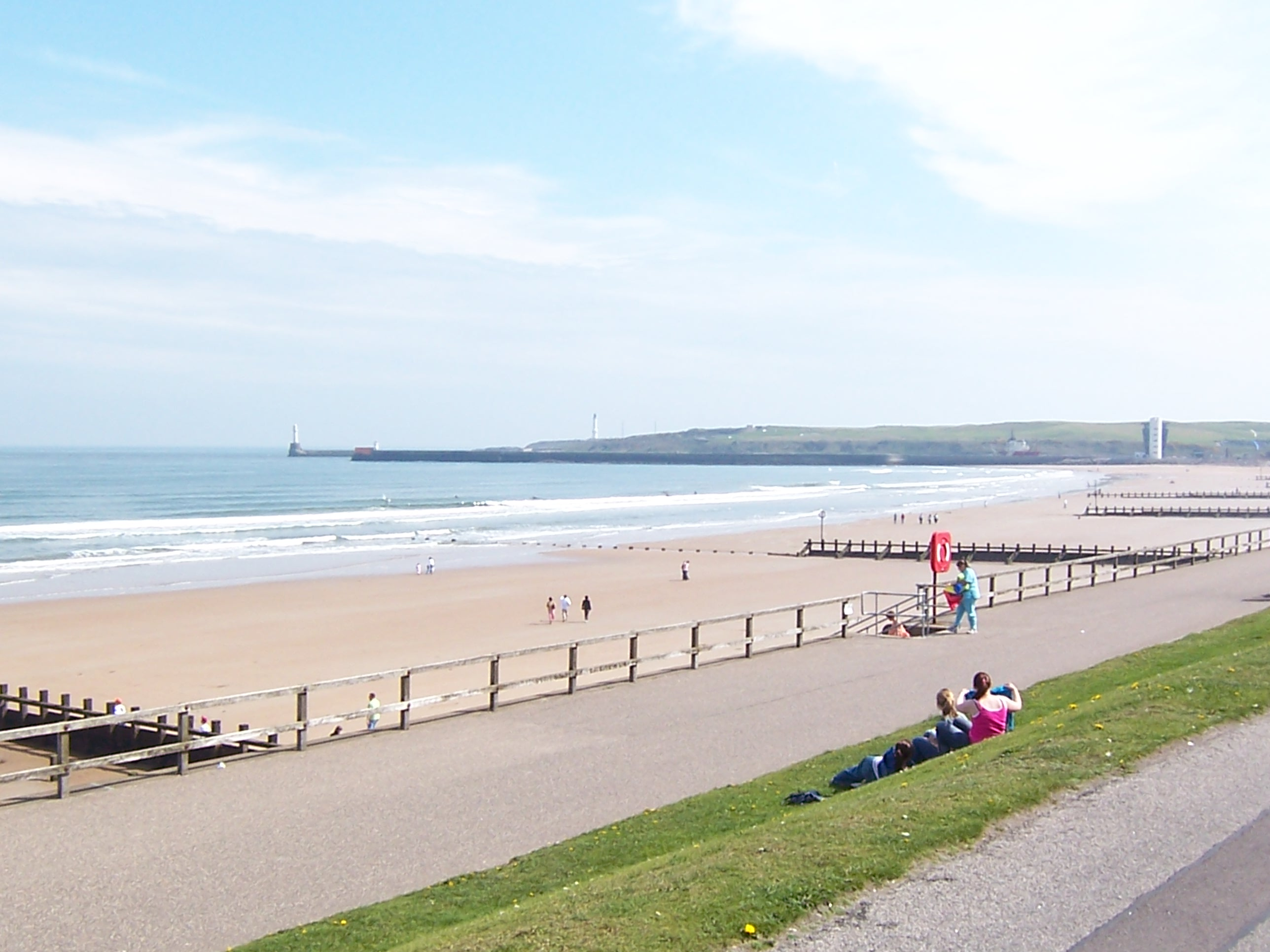
Spiaggia di Aberdeen

Aberdeen è stata per molto tempo famosa per i suoi 45 magnifici parchi e giardini e per le sue esposizioni di fiori in tutta la città, comprendenti due milioni di rose, 11 milioni di garofani e tre milioni di crocus.
La città ha vinto 10 volte il premio Migliore Città della manifestazione Gran Bretagna in Fiore (Britain in Bloom) organizzata dalla Royal Horticultural Society, la competizione Scozia in Fiore (Scotland in Bloom) 20 volte e la categoria grande città ogni anno dal 1968. Ad un certo momento, dopo aver vinto per 9 anni consecutivi, Aberdeen fu esclusa da Britain in Bloom per dare una possibilità ad un'altra città. La città ha vinto il premio Best City della competizione Scotland in Bloom del 2006 insieme al premio Città Internazionali in Fiore (International Cities in Bloom). Il quartiere di Dyce ha vinto anch'esso il premio per le Small Towns (Piccole Città).
Il Duthie Park ha aperto i battenti nel 1899 sulla riva nord del fiume Dee. Prese il nome e fu donato alla città da Miss Elizabeth Crombie Duthie di Ruthrieston nel 1881. Possiede ampi giardini, un roseto, un laghetto per barche da diporto, un palco per bande musicali, un'area giochi e i secondi giardini al chiuso in Europa per estensione: i David Welch Winter Gardens.
L'Hazlehead Park, ampio e coperto di foreste, è sito alla periferia della città e gode di notevole popolarità tra gli amanti del trekking nelle foreste, sportivi, naturalisti e amanti dei picnic. Comprende campi da calcio, due campi da golf, un campo di "Pitch & Putt" e una scuola di equitazione.
Il successo di Aberdeen nella competizione Britain in Bloom viene spesso attribuito ai Johnston Gardens, un piccolo parco di un ettaro all'estremità occidentale della città, contenente molte varietà di piante e fiori rinomati per la loro bellezza. Il parco è stato eletto nel 2002 miglior giardino della Gran Bretagna.
Il Seaton Park, in precedenza i giardini di un'abitazione privata, si trova ai margini dei terreni della Cattedrale di San Macario. Il "Sentiero della Cattedrale" (The Cathedral Walk) viene mantenuto in stile formale con una grande varietà di piante disposte a formare disegni famosi. Il parco comprende molte altre aree in stili contrastanti con il primo.
Gli Union Terrace Gardens vennero aperti nel 1879 e sono situati al centro della città. Negli ultimi anni sono stati leggermente trascurati e tra i piani avanzati per migliorarli vi è la costruzione di un centro artistico al loro interno. Più di recente, tuttavia, un ricco uomo d'affari aberdoniano, Sir Ian Wood, ha accettato di finanziare in parte i piani per la creazione di una grande piazza civica, sollevando i giardini e coprendo la strada e i binari siti nei pressi.
Situati l'uno vicino all'altro, il Victoria Park e il Westburn Park coprono un'area complessiva di 10,5 km². Il Victoria Park venne inaugurato nel 1871. Contiene una serra usata come area a sedere e una fontana realizzata con 14 diversi tipi di granito, presentata al pubblico dai lucidatori e dai maestri costruttori di Aberdeen. Dalla parte opposta, dal lato nord si trova il Westburn Park inaugurato nel 1901. Dotato di ampie distese erbose è ampiamente utilizzato per gli sport all'aperto. Possiede un grande centro tennistico con campi all'aperto e al coperto, una pista ciclabile per bambini, un'area giochi e un campo di bocce in erba.

### Dialetto
Il dialetto locale degli scozzesi delle "Basse Terre" (Lowland Scots) è spesso noto con il nome di Dorico ed è parlato non solo in città, ma in tutto il nordest della Scozia. Differisce alquanto dagli altri dialetti scozzesi soprattutto per la pronuncia f di ciò che è di solito scritto wh e ee per ciò che nell'inglese standard sarebbe scritto di solito oo (Scozzese ui).
Ogni anno ha luogo il Doric Festival nell'Aberdeenshire a celebrazione della storia della lingua nordorientale. Come tutti i dialetti scozzesi delle aree urbane, anche quello di Aberdeen non è più diffusamente parlato come un tempo.

### Media
Aberdeen ospita il più vecchio quotidiano di Scozia, il Press and Journal, pubblicato per la prima volta nel 1747. Il Press and Journal ed il quotidiano fratello Evening Express vengono pubblicati sei giorni la settimana da Aberdeen Journals. Esistono anche due quotidiani liberi: Aberdeen Record PM e Aberdeen Citizen.
BBC Scozia possiede un piccolo studio nel quartiere Beechgrove di Aberdeen, e BBC Aberdeen produce i programmi televisivi e radiofonici the Beechgrove Garden. La città ospita altresì la STV North (precedentemente Grampian Television), che produce il notiziario regionale notturno, North Tonight e pubblicità locali nonché alcuni programmi non informativi in lingua gaelica scozzese. La stazione, con sede presso il Craigshaw Business Park di Tullos, ha avuto in precedenza una sede più grande a Queens Cross dal settembre 1961 al giugno 2003.
Esistono poi tre stazioni radio commerciali che operano in città: Northsound Radio, che gestisce Northsound One e Northsound Two, e una stazione indipendente, Original 106. Altre stazioni radio comprendono la stazione radio DAB NECR FM (North-East Community Radio FM) e la stazione shmu FM, gestita dalla Station House Media Unit, che sostiene i membri del comune a gestire la prima (e unica) radio comunale a tempo pieno, che trasmette su 99,8 MHz FM.

## Sport

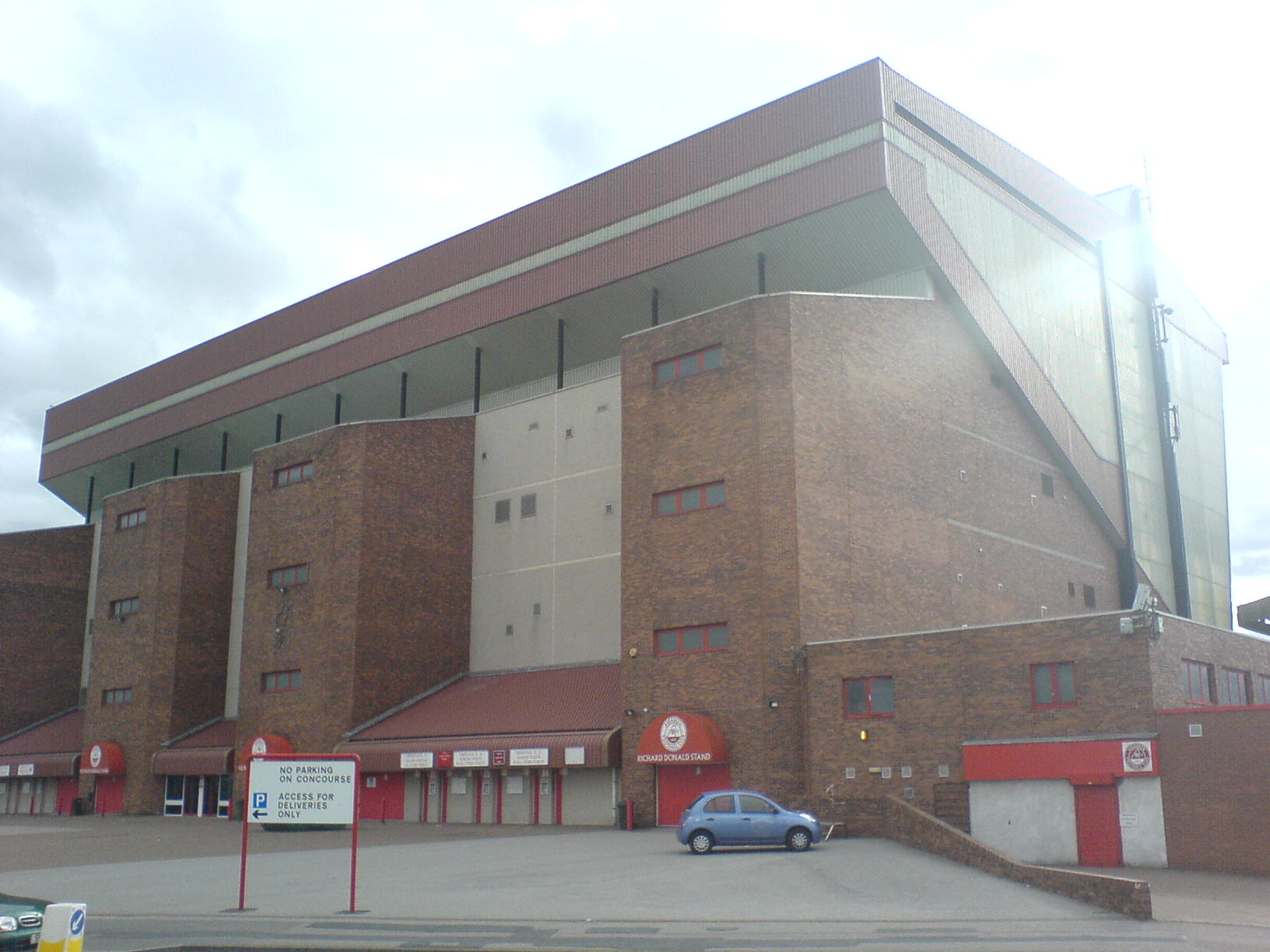
La tribuna Dick Donald dello stadio Pittodrie

### Calcio
La squadra di calcio locale della Scottish Premier League, l'Aberdeen F.C., gioca allo stadio Pittodrie. La squadra ha vinto la Coppa delle Coppe e la Supercoppa UEFA nel 1983 con il famoso allenatore Sir Alex Ferguson, il campionato di serie A scozzese quattro volte (1955, 1980, 1984 e 1985) e la Coppa di Scozia sette volte (1947, 1970, 1982, 1983, 1984, 1986 e 1990).
Altre squadre sono il Cove Rangers F.C. nel Campionato di calcio delle Highlands ("Highlands Football League", HFL), che gioca allo stadio Allan Park nel quartiere di Cove Bay, anche se in procinto di trasferirsi al Calder Park una volta che sia stato completato, per aumentare le chance di passare alla serie A scozzese. Il Cove ha vinto il campionato HFL nel 2001 e nel 2008. C'era anche una squadra storica, il Bon Accord F.C. che non gioca più. Squadre junior sono il Banks O' Dee F.C., il Culter F.C., il F.C. Stoneywood, il Glentanar F.C. e l'Hermes F.C..

### Rugby
Aberdeen ospitava i Caledonia Reds, una società scozzese di rugby, prima che si fondesse con i Glasgow Warriors nel 1998. La città ospita altresì la squadra di rugby Aberdeen GSFP RFC, che gioca nella BT Premiership Division Two e allo stadio Rubislaw Playing Fields, l'Aberdeenshire RFC, fondata nel 1875 che gestisce le sezioni Junior, Senior Uomini, Senior Donne e Touch al Woodside Sports Complex e infine gli Aberdeen Wanderers RFC. Un ex giocatore dei Wanderers, Jason White, è stato anche capitano della Nazionale Scozzese di Rugby.
Nel 2005, il Presidente dell'Unione Scozzese di Rugby ("SRFU, Scottish Rugby Football Union") ha affermato di sperare che ad Aberdeen possa essere fondata una squadra professionistica. A novembre 2008 la città ha ospitato una partita internazionale di rugby allo stadio Pittodrie, tra la Scozia e il Canada, con la Scozia vincente per 41-0.

### Golf
Il Royal Aberdeen Golf Club, fondato nel 1780 è il più vecchio golf club di Aberdeen e ha ospitato i Senior British Open nel 2005. Il club ha anche un secondo campo, ma esistono campi da golf pubblici ad Auchmill, Balnagask, Hazlehead e ai King's Links. Il vincitore degli Open Championship del 1999, Paul Lawrie, è di Aberdeen.
Sono stati progettati nuovi campi da golf nella regione, comprese strutture di livello mondiale con grossi supporti finanziari, in tal modo la città e la contea vogliono candidarsi a divenire un centro di turismo golfistico. Nell'estate del 2012, Donald Trump ha inaugurato il Trump International Golf Links, Scotland, un nuovo campo da golf all'avanguardia a Menie, appena a nord della città.

### Nuoto
La City of Aberdeen Swim Team (COAST) si allena alla piscina di Northfield ed è attiva fin dal 1996. La squadra comprende diversi piccoli club natatori, cogliendo vittorie sia in Scozia sia in competizioni internazionali. Tre dei nuotatori di questa squadra si sono qualificati per i Giochi del Commonwealth del 2006.

### Altri sport
Il comune di Aberdeen gestisce campi da tennis pubblici in varie parti della città, compreso un centro indoor di tennis al Westburn Park. Il Beach Leisure Centre ospita una parte per arrampicata libera, una palestra e una piscina, nonché una pista di pattinaggio su ghiaccio. Normalmente il curling si gioca al Curl Aberdeen.
Esistono numerose piscine sparse per la città, una di queste, la più grande, la Bon-Accord Baths ha chiuso nel 2006. Aberdeen possiede numerose piste di pattinaggio sparse per la città, a Torry, Westburn Park e Transition Extreme. Quest'ultima è una pista indoor costruita nel 2007 e progettata dal pattinatore di Aberdeen Andy Dobson.
Per una lista completa degli sport disponibili ad Aberdeen consultare il sito: https://web.archive.org/web/20090308153209/http://www.aberdeencity.gov.uk/xsl_sportsavailable.asp

## Amministrazione

### Gemellaggi
- Ratisbona
- Clermont-Ferrand
- Stavanger
- Homel'
- Bulawayo
- Houston

## Galleria d'immagini

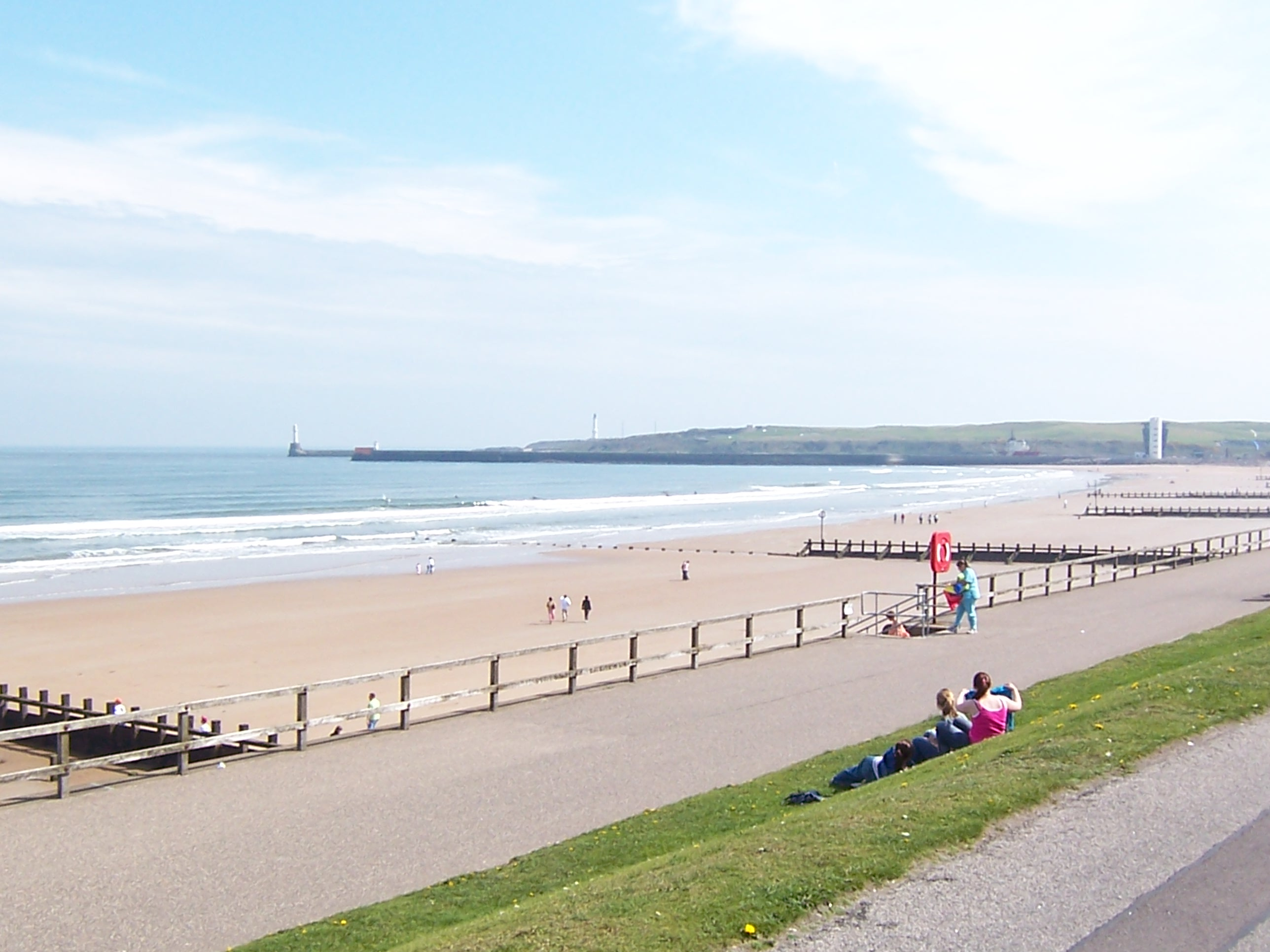
Spiaggia di Aberdeen
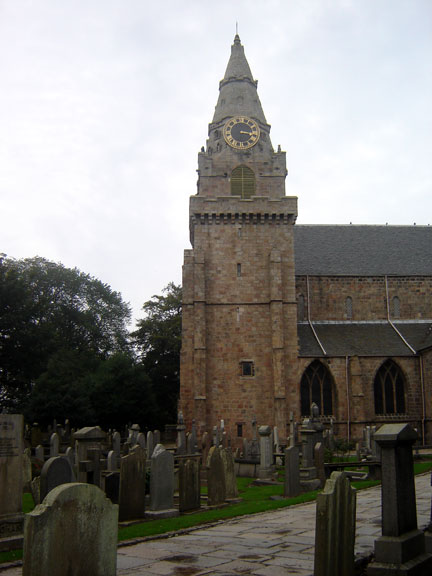
Cattedrale di St. Machar
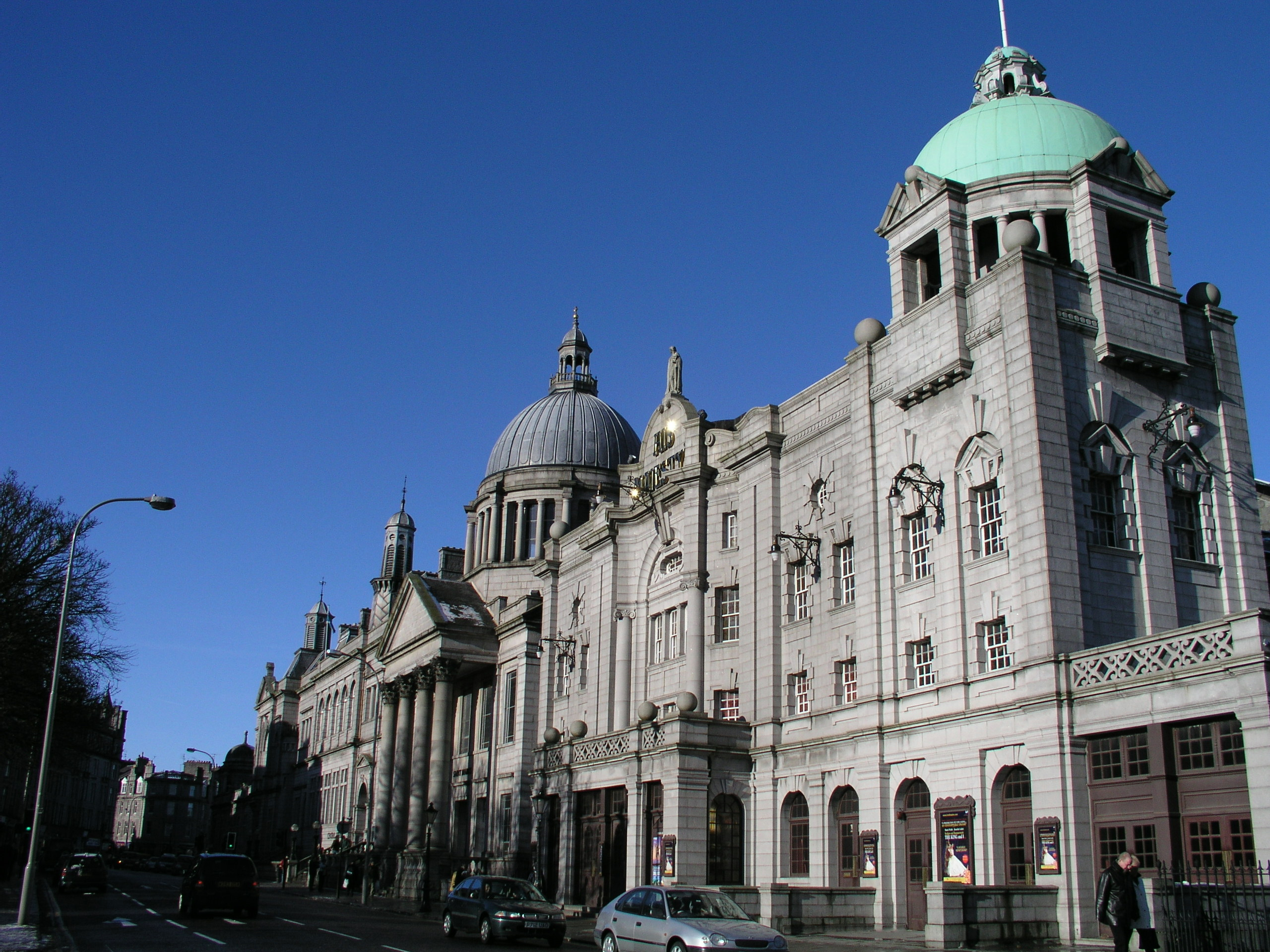
Teatro di Aberdeen
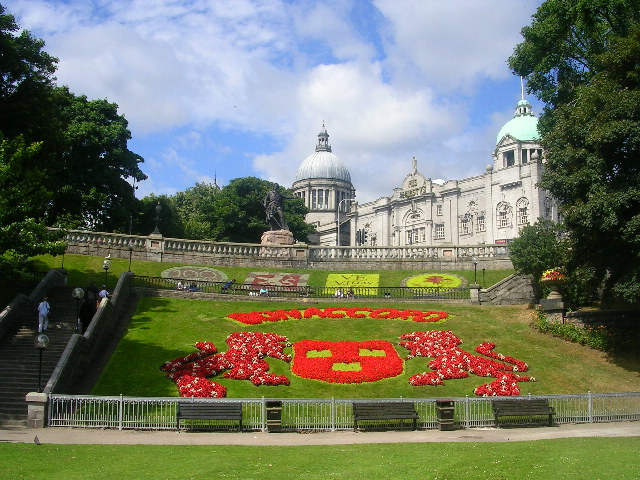
Union Terrace Gardens